# Андреу, Бланка
Бланка Андреу (род. 1959 год, Ла-Корунья) — испанская поэтесса из так называемой группы испанских поэтов «Поколение восьмидесятых», или postnovísimos.

## Биография
Провела детство и юность в Ориуэле, где жила и на данный момент проживает ее семья. Окончила Школу Иисус-Мария-Сан-Агустин-де-Ориуэла. Начала изучать филологию в Университете Мурсии. Из Ориуэлы переехала в Мадрид, когда ей было двадцать лет, с намерением окончить своё обучение. Там она познакомилась с писателем Франциско Умбралем, который ввел ее в литературные круги столицы. Бланка бросила карьеру и начала профессионально заниматься поэзией.
В 1980 году она получила Премию Адонис Поэзии за книгу «Девочка из провинции, которая поселилась внутри Шагала», сюрреалистическое произведение, которое считается отправной точкой «поколения postnovísima». Впоследствии Бланка опубликовала еще несколько стихов, в которых она отошла от темы сюрреализма ее первого произведения.
В 1985 году она вышла замуж за писателя Хуана Бенета. После смерти мужа в 1993 году, Бланка вернулась в Ла-Корунью, где сейчас живет уединенно от всякой общественной деятельности, периодически навещая Ориуэлу, где проводит достаточно длительное время.
Основные темы в ее творчестве-это любовь, дети и время. Хотя ее первые четыре произведения были написаны в моменты душевных переживаний, поэтесса заявила, что они послужили толчком к новому этапу в ее творчестве, для которого характерна более простая, но вместе с тем глубокая поэзия.
Ее разрыв с «поколением postnovísimos», не привел к столкновению между разными поколениями, это сближает ее с другими представителями современной испанской поэзии 80-90-х годов, такими как Луиза Кастро, Альмудена Гусман или Ана Мерино. В какой-то мере Бланка Андреу выдвинула на первый план некоторые характеристики данной группы поэтов, не привязанных к каким-то литературным кругам, такие характеристики как уход от формального, отсутствие социальных ссылок и различные типы влияния у одного и того же автора.

## Произведения
- Девочка из провинции, которая поселилась внутри Шагала, Мадрид, Hiperión, 1980.
- Вавилонский посох, Мадрид, Hiperión, 1982.
- Капитан Эльфистон, Мадрид, Visor, 1988.
- Мрачный сон (сборник поэзии, в одном томе, написанной между 1980 и 1989 годами), Мадрид, Hiperión, 1994.
- Прозрачная земля, Мадрид, Sial, 2002.
- Греческие архивы, Севилья, Фонд Хосе Мануэль Лара, 2010.

## Благодарности
За свой труд получила множество важных наград, вот некоторые из них:
- Премия Адонис Поэзии в 1980 году.
- Премия Рассказы Габриэля Миро в 1981 году.
- Всемирная премия мистической поэзии Фернандо Риэля в 1982 году.
- Премия Икар в Литературе в 1982 году.
- Международная премия Поэзия Лауреа Мела в 2001 году.